# Jutte (wapen)

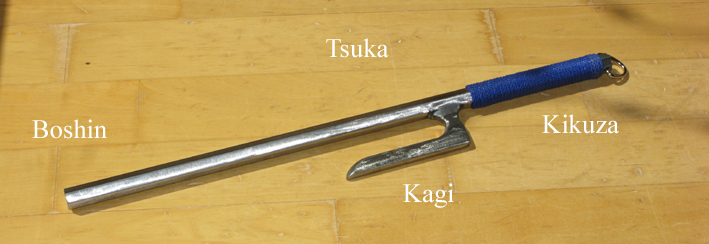

De jutte of jitte is een oud Japans wapen dat vroeger onder andere bij de politie werd gebruikt.
Het is een ijzeren staaf met een tand eraan. Deze tand werd gebruikt om een zwaard op te vangen en te klemmen of zelfs af te breken. Het wapen is een afgeleide van de sai (drietandwapen).